# Aum Shinrikyō
Aleph (アレフ Arefu?), anteriormente Aum Shinrikyo (オウム真理教 Oumu Shinrikyō?,  literalmente 'Verdad Suprema'), fue una secta apocalíptica fundada por Shoko Asahara en 1987. Llevaron el letal ataque de gas sarín en el metro de Tokio en 1995 y fue encontrado responsable del ataque de Matsumoto del año anterior.
El grupo dice que quienes llevaron a cabo los ataques lo hicieron en secreto, sin ser conocidos por otros ejecutivos y creyentes comunes. Asahara insistió en su inocencia en una transmisión de radio transmitida desde Rusia y dirigida hacia Japón.
El 6 de julio de 2018, después de agotar todas las apelaciones, Asahara y seis seguidores fueron condenados a muerte como castigo por los ataques de 1995 y otros delitos. Seis seguidores adicionales fueron ejecutados el 26 de julio. A las 12:10 a. m., el día de Año Nuevo de 2019, al menos nueve personas resultaron heridas (una de gravedad) cuando un automóvil fue conducido deliberadamente hacia la multitud celebrando el año nuevo en Calle Takeshita en Tokio. La policía local informó del arresto de Kazuhiro Kusakabe, el presunto conductor, quien supuestamente admitió haber embestido intencionalmente su vehículo contra la multitud para protestar por su oposición a la pena de muerte, específicamente en represalia por la ejecución de los miembros del culto Aum antes mencionados.
Aum Shinrikyo, que se dividió en Aleph y Hikari no Wa en 2007, ya había sido designada formalmente como organización terrorista por varios países, incluida Rusia, Canadá, Kazajistán, así como la Unión Europea. Anteriormente, Estados Unidos lo designó como una organización terrorista hasta 2022, cuando el Departamento de Estado determinó que el grupo había desaparecido en gran medida como organización terrorista.
La Agencia de Inteligencia de Seguridad Pública consideró que Aleph y Hikari no Wa eran ramas de una "religión peligrosa" y anunció en enero de 2015 que permanecerían bajo vigilancia durante tres años más. El Tribunal del Distrito de Tokio canceló la ampliación de la vigilancia de Hikari no Wa en 2017 tras las impugnaciones legales del grupo, pero siguió manteniendo a Aleph bajo vigilancia. El gobierno apeló la cancelación y, en febrero de 2019, el Tribunal Superior de Tokio anuló la decisión del tribunal inferior y restableció la vigilancia, sin citar cambios importantes entre Aum Shinrikyo y Hikari no Wa.

## Etimología
Su nombre deriva de la sílaba sánscrita Om (ॐ, también transcrito como Aum), que representa el sonido del origen del universo y que le da la fuerza o poder espiritual a un mantra, seguido por los kanji shin (verdad, realidad), ri (razón, justicia) y kyo (enseñanza, fe, doctrina). En japonés, 教 (kyō) se usa como sufijo en el nombre de varias religiones, como el cristianismo (kirisuto-kyō) o el budismo (bukkyō).
La separación de la sílaba Om en tres caracteres (オ, ウ, y ム) representa la creación, el mantenimiento y la destrucción del universo. Según las palabras del propio fundador (Shōkō Asahara), el concepto de shinri (真理, "verdad") representa la base de las enseñanzas presentes tanto en Buda como en Jesucristo y que los humanos deben seguir.

## Historia

### Primeros años
El movimiento fue fundado por Shoko Asahara en su departamento en Shibuya, Tokio en 1987, comenzando como una clase de yoga y meditación, consiguiendo aumentar su alumnado en un par de años nombrado Oumu Shinsen no Kai (オウム神仙の会 "Aum Immortal Mountain Wizard Association"?). Ganó el estatus de Organización religiosa (asociación) en 1989 atrayendo un considerable número de graduados de las universidades más prestigiosas de la elite japonesa, siendo apodados, "la religión de la elite".
Aunque Aum fue, desde el principio, considerado controvertido en Japón, inicialmente no se asoció con delitos graves. Fue durante este período que Asahara se obsesionó con las profecías bíblicas. Las actividades de relaciones públicas de Aum incluían la publicación de cómics y dibujos animados que intentaban vincular sus ideas religiosas con temas populares de anime y manga, incluidas misiones espaciales, armas poderosas, conspiraciones mundiales y la búsqueda de la verdad definitiva. Aum publicó varias revistas, incluidas Vajrayana Sacca y Disfruta de la felicidad, adoptando una actitud un tanto misionera. Se hizo referencia a la ciencia ficción de Isaac Asimov Foundation Trilogy "que representa a un grupo de élite de científicos espiritualmente evolucionados obligados a pasar a la clandestinidad durante una era de barbarie para poder prepararse para el momento... cuando emergerán para reconstruir la civilización".
La secta comenzó a generar controversia a fines de la década de 1980 con acusaciones de engaño a los reclutas, retener a los miembros de la secta contra su voluntad, obligar a los miembros a donar dinero y asesinar a un miembro de la secta que intentó irse en febrero de 1989.
En octubre de 1989, las negociaciones del grupo con Tsutsumi Sakamoto, un abogado del antisectas que amenazaba con una demanda contra ellos que podría potencialmente llevar al grupo a la bancarrota, fracasaron. En el mismo mes, Sakamoto grabó una entrevista para un programa de entrevistas en la estación de televisión japonesa TBS. Luego, la cadena mostró la entrevista en secreto al grupo sin notificar a Sakamoto, rompiendo intencionalmente la protección de las fuentes. Luego, el grupo presionó a TBS para cancelar la transmisión. Al mes siguiente, Sakamoto, su esposa y su hijo desaparecieron de su casa en Yokohama. La policía no pudo resolver el caso en ese momento, aunque algunos de sus colegas expresaron públicamente sus sospechas sobre el grupo. No fue sino hasta después del ataque de Tokio de 1995 que se descubrió que habían sido asesinados y sus cuerpos arrojados en lugares separados por miembros de la secta.
Kaplan y Marshall alegan en su libro que Aum también estaba relacionado con actividades como la extorsión. El grupo, informan los autores, "comúnmente llevaba a los pacientes a sus hospitales y luego los obligaba a pagar facturas médicas exorbitantes".
Lifton postuló que las publicaciones de Aum usaban ideas cristianas y budistas para impresionar a los que él consideraba los japoneses más astutos y educados que no se sentían atraídos por los sermones aburridos y puramente tradicionales. En privado, tanto Asahara como sus principales discípulos continuaron con su estilo de vida humilde, con la única excepción del Mercedes-Benz blindado que le regaló un seguidor adinerado.
Las actividades de publicidad y reclutamiento, denominadas "Plan de salvación de Aum", incluían afirmaciones de curar enfermedades físicas con técnicas de mejora de la salud, realizar objetivos de vida mejorando la inteligencia y el pensamiento positivo, y concentrándose en lo que era importante a expensas del ocio. Esto debía lograrse practicando enseñanzas antiguas, traducidas con precisión de los pali sutras originales (estos tres se denominaban "salvación triple"). Estos esfuerzos dieron como resultado que Aum se convirtiera en uno de los grupos religiosos de más rápido crecimiento en la historia de Japón.
Se sabe que la secta consideró asesinatos de varios individuos críticos con la secta, como los jefes de las sectas budistas Soka Gakkai y el Instituto para la Investigación de la Felicidad Humana. Después de que el caricaturista Yoshinori Kobayashi comenzara a satirizar el culto, fue incluido en la lista de asesinatos de Aum. Kobayashi tuvo un intento de asesinato en 1993. En 1991, Aum comenzó a utilizar las escuchas telefónicas para obtener uniformes/equipos de NTT y creó un manual para las escuchas telefónicas.
En julio de 1993, los miembros de la secta rociaron grandes cantidades de líquido que contenía esporas de Bacillus anthracis desde una torre de enfriamiento en el techo de la sede de Aum Shinrikyo en Tokio. Sin embargo, su plan para causar una epidemia de ántrax fracasó. El ataque resultó en una gran cantidad de quejas sobre malos olores, pero no sobre infecciones. A finales de 1993, el culto comenzó a fabricar en secreto el agente nervioso sarín y, más tarde, VX.
En la noche del 27 de junio de 1994, la secta llevó a cabo un ataque con armas químicas contra civiles cuando liberaron gas sarín en la ciudad japonesa central de Matsumoto, Nagano. Con la ayuda de un camión frigorífico convertido, los miembros de la secta liberaron una nube de sarín que flotó cerca de las casas de los jueces que estaban supervisando una demanda relacionada con una disputa inmobiliaria que se predijo que iría en contra de la secta. Este incidente de Matsumoto mató a ocho y dañó a 500 más. Las investigaciones policiales se centraron solo en un residente local inocente, Yoshiyuki Kouno, y no lograron implicar a la secta en ese momento. Fue solo después del ataque en el metro de Tokio que se descubrió que Aum Shinrikyo estaba detrás del ataque con sarín en Matsumoto. A fines de 1994, la secta irrumpió en la fábrica de Hiroshima de Mitsubishi Heavy Industries, en un intento de robar documentos técnicos sobre armas militares como tanques y artillería.
David E. Kaplan y Andrew Marshall, en su libro de 1996, La secta del fin del mundo: La aterradora historia de la secta Aum Doomsday, from the Subways of Tokyo to the Nuclear Arsenals of Russia, afirman que sus prácticas permanecieron en secreto. Los rituales de iniciación, afirman los autores del libro, a menudo implicaban el uso de alucinógenos, como el LSD (dietilamida del ácido lisérgico). Las prácticas religiosas a menudo implicaban prácticas extremadamente ascéticas que se afirmaban ser "yoga". Estos incluían todo, desde renunciantes colgados boca abajo hasta recibir terapia de choque.

## Doctrina y creencias
Aum Shinrikyo/Aleph es un sistema de creencias sincrético que incorpora las facetas de la Cristiandad de Asahara, con interpretaciones idiosincráticas del Yoga y las escrituras de Nostradamus. Los estudios se desarrollaban de acuerdo a un especial sistema de entrenamiento (kogaku), en el que una nueva etapa solo es conseguida tras superar unos exámenes favorablemente. Los exámenes son teóricos, pero también prácticos, basados en ejercicios en sesiones de meditación con base en el yoga. Ejemplos de estos exámenes son alcanzar: reducción del consumo de oxígeno (comprobada con sensores), cambios en la actividad electromagnética del cerebro y reducción del ritmo cardíaco.
Su fundador Chizuo Matsumoto, afirmó que buscó restaurar el "budismo original" pero empleó la retórica cristiana milenarista.
En 1992, Matsumoto, cambio su nombre a Shoko Asahara, publicando su libro fundaciónal declarando ser "Cristo", Se adjudicó ser el único maestro totalmente iluminado de Japón, además de identificarse a sí mismo como el "Cordero de Dios". La supuesta misión de Asahara era tomar sobre sí los pecados del mundo, y afirmó que podía transferir poder espiritual a sus seguidores y, en última instancia, eliminar sus pecados y malas acciones.
Si bien algunos académicos rechazan las afirmaciones de Aum Shinrikyo sobre las características budistas y las afiliaciones con el budismo japonés, otros eruditos se refieren a él como una rama del budismo japonés, así era como el movimiento generalmente se definía y se veía a sí mismo.
Según Robert Jay Lifton, un psiquiatra y autor estadounidense: [Asahara] describió un conflicto final que culminó en un 'Armagedón' nuclear 'Armagedón', tomando prestado el término del Libro de Apocalipsis, revelaciones 16:16"." La humanidad terminaría, a excepción de la élite que se unió a Aum. La misión de Aum no era solo difundir la palabra de salvación, sino también sobrevivir a esta Tiempos Finales. Asahara predijo que la reunión en Armagedón ocurriría en 1997. Kaplan señala que en sus conferencias, Shoko Asahara se refirió a los Estados Unidos como "La Bestia" del Libro de Apocalipsis, prediciendo que eventualmente atacaría a Japón. Asahara esbozó una profecía del fin del mundo, que incluía una Tercera Guerra Mundial instigada por los EE. UU.
Arthur Goldwag, autor de un libro sobre conspiraciones y sociedades secretas, caracteriza a Asahara como alguien que fue influenciado por escritos conspirativos sobre judíos, masones y la familia real británica. En opinión de Daniel A. Metraux, Aum Shinrikyo justificó su violencia a través de su propia interpretación única de las ideas y doctrinas budistas, como los conceptos budistas de Mappō y Shōbō. Aum afirmó que al provocar el fin del mundo, restaurarían Shōbō. Además, cree Lifton, Asahara "interpretó el concepto budista tibetano de phowa para afirmar que al matar a alguien en contra de los objetivos del grupo, estaban impidiendo que acumulara mal karma y así salvándolos".
El nombre Aun Shinrikyo generalmente traducido en inglés como "Aum Verdad Suprema", deriva de la sílaba Sánscrito Aum, usado para representar el universo, seguido por el japonés Shinrikyo (que significa, más o menos, "Enseñanza de la Verdad") escrito en kanji. (En japonés, los kanji se usan a menudo para escribir palabras japonesas nativas, pero rara vez para transcribir préstamos directos de otros idiomas). En enero de 2000, la organización cambió su nombre a "Aleph", una referencia a la primera letra del alfabeto hebreo, y también reemplazó su logotipo.

## Actividades terroristas

### Incidentes antes de 1995
La secta comenzó a generar controversia a fines de los 80´s con acusaciones de engaño a los reclutas, retener a los miembros de la secta contra su voluntad, obligar a los miembros a donar dinero y asesinar a un miembro de la secta que intentó irse en febrero de 1989. En junio de 1994, algunos miembros liberaron sarín en la ciudad de Matsumoto matando a ocho personas, a este ataque se le conoce como el incidente de Matsumoto.
El 2 de diciembre de 1994 es atacado con jeringas que contenían Gas VX Noboru Mizuno, dejándolo en condiciones graves. Diez días después es asesinado en Osaka una persona la cual fue culpada por la secta de ser un policía infiltrado en Aum Shinrikyo.
El 4 de enero es asesinado de la misma manera Hiroyuki Nagaoka, miembro importante de la sociedad de víctimas de Aum, una organización civil que protestaba en contra de las actidades de la secta.
En la mañana del 20 de marzo de 1995, cinco discípulos de la secta colocaron bolsas plásticas llenas de sarín en estado líquido en vagones del metro de Tokio, y las perforaron con la punta de un paraguas justo antes de abandonarlos. Como resultado de este atentado murieron trece personas, y más de 6000 resultaron intoxicadas y afectadas de diversas formas. Tras los primeros indicios, algunas autoridades sospechan de Corea del Norte, pero después las autoridades acusan a Aum Shinrikyo de ser cómplices o autores del atentado, así como de una serie de incidentes de menor escala. Decenas de discípulos son detenidos y las sedes de Aum son registradas. En una de las sedes, se encuentra un helicóptero ruso, con el que tal vez se pretendía llevar a cabo un atentado a mayor escala, quizá rociando la capital con algún agente químico o biológico. El juzgado ordena la detención de Shoko Asahara y la policía lo descubre meditando en una pequeña habitación incomunicada de un edificio propiedad de Aum.
Como consecuencia de los atentados la organización fue descabezada. Muchas de sus sedes fueron desmanteladas, y se encontraron con el rechazo absoluto por parte de la población japonesa. Fueron procesados por la ley anti-subversiva y acusados de la muerte de 27 personas, aunque finalmente la organización no fue prohibida. Durante los juicios a los miembros de la secta de 189 acusados, 12 fueron condenados a muerte. Shoko Asahara fue sentenciado a muerte en la horca el 27 de febrero de 2004, y finalmente fue ejecutado, junto a otros seis miembros, el 6 de julio de 2018.
Tras el abandono del liderazgo por Asahara durante el juicio, se trasladó el liderazgo del culto a sus dos hijos varones, los Rinpochi (a pesar de que las mayores eran las hermanas).

### Ataque con gas sarín en el metro de Tokio e incidentes relacionados

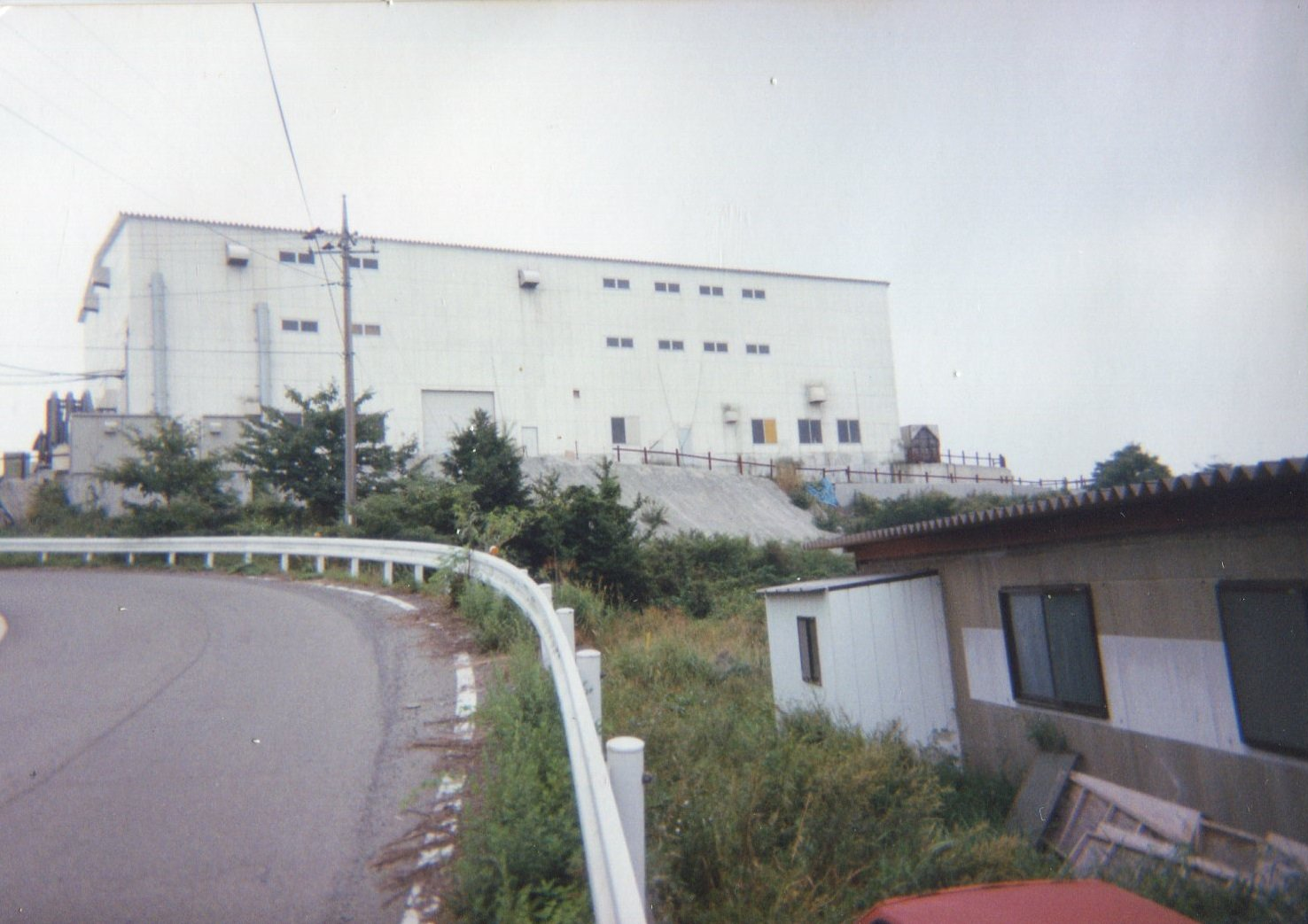
Miembro de psicología y facilitación, Kamikuisshiki, 8 de septiembre de 1996

En la mañana del 20 de marzo de 1995, los miembros de Aum lanzaron un arma química binaria, químicamente muy similar al sarín, en un ataque coordinado contra cinco trenes en el sistema del metro de Tokio, matando a 13 viajeros, hiriendo gravemente a 54 personas y afectando a 980 más. Algunas estimaciones afirman que hasta 6.000 personas resultaron heridas por el sarín. Es difícil obtener cifras exactas ya que muchas víctimas son reacias a presentarse.
Los fiscales alegan que Asahara fue alertada por un informante sobre las redadas policiales planeadas en las instalaciones del culto y ordenó un ataque en el centro de Tokio para desviar la atención de la policía del grupo. Evidentemente, el ataque resultó contraproducente y la policía realizó enormes redadas simultáneas en complejos de culto en todo el país. Durante la semana siguiente, se reveló por primera vez la escala completa de las actividades de Aum. En el cuartel general de la secta en Kamikuishiki al pie del Monte Fuji, la policía encontró explosivos, armas químicas y un helicóptero militar ruso Mil Mi-17. Si bien se informó sobre el hallazgo de agentes de guerra biológica como ántrax y Ébola cultivos celulares, esas afirmaciones ahora parecen haber sido ampliamente exageradas. Se encontraron reservas de productos químicos que podían utilizarse para producir suficiente sarín como para matar a cuatro millones de personas.
La policía también encontró laboratorios para fabricar drogas como LSD, metanfetamina y una forma cruda de suero de la verdad, una caja fuerte que contenía millones de dólares estadounidenses en efectivo y oro, y celdas, muchas de las cuales todavía contienen prisioneros. Durante los allanamientos, Aum emitió declaraciones afirmando que los químicos eran para fertilizantes. Durante las siguientes seis semanas, más de 150 miembros de la secta fueron arrestados por una variedad de delitos. Los medios estuvieron estacionados fuera de la sede de Aum en Tokio en Komazawa Dori en Aoyama durante meses después del ataque y los arrestos esperando acción y obtener imágenes de los otros miembros del culto. El 30 de marzo de 1995, Takaji Kunimatsu, jefe de la Agencia Nacional de Policía, recibió cuatro disparos cerca de su casa en Tokio y resultó gravemente herido. Si bien muchos sospecharon la participación de Aum en el tiroteo, el Sankei Shimbun informó que Hiroshi Nakamura es sospechoso del crimen, pero nadie ha sido acusado.
El 23 de abril de 1995, Hideo Murai, el jefe del Ministerio de Ciencia de Aum, fue asesinado a puñaladas fuera de la sede de la secta en Tokio en medio de una multitud de unos 100 reporteros, frente a las cámaras. El hombre responsable, un miembro coreano de Yamaguchi-gumi, fue arrestado y finalmente condenado por el asesinato. Su motivo sigue siendo desconocido. En la noche del 5 de mayo, se descubrió una bolsa de papel en llamas en un baño en la concurrida Estación de Shinjuku de Tokio. Tras examinarlo, se reveló que se trataba de un dispositivo de cianuro de hidrógeno que, si no se hubiera extinguido a tiempo, habría liberado suficiente gas en el sistema de ventilación como para matar potencialmente a 10 000 viajeros. El 4 de julio, se encontraron varios dispositivos de cianuro sin detonar en otros lugares del metro de Tokio.
Durante este tiempo, numerosos miembros de la secta fueron arrestados por varios delitos, pero aún no se habían arrestado a los miembros más importantes por el cargo de gas en el metro. En junio, un individuo no relacionado con Aum había lanzado un ataque de imitación al secuestrar el vuelo 857 de All Nippon Airways, un Boeing 747 con destino a Hakodate desde Tokio. El secuestrador afirmó ser un miembro de Aum en posesión de sarín y explosivos plásticos, pero finalmente se descubrió que estas afirmaciones eran falsas.
Asahara finalmente fue encontrado escondido dentro de una pared de un edificio de culto conocido como "El 6.° Satian" en el complejo Kamikuishiki el 16 de mayo y fue arrestado. El mismo día, la secta envió un paquete bomba a la oficina de Yukio Aoshima, el gobernador de Tokio, arrancándole los dedos de la mano a su secretaria. Asahara fue acusado inicialmente de 23 cargos de asesinato y otros 16 delitos. El juicio, apodado "el juicio del siglo" por la prensa, dictaminó que Asahara era culpable de ser el autor intelectual del ataque y lo condenó a muerte. La acusación fue apelada sin éxito. Varios miembros de alto nivel acusados de participar, como Masami Tsuchiya, también recibieron sentencias de muerte.

## Transformación
En 2000 la organización cambia el nombre a Aleph, encabezada por Fumihiro Joyu, antiguo portavoz de Aum que había estado en prisión por otras causas distintas a las de los atentados.
El culto de Aleph reniega de los atentados, pide perdón cada año por su perpetración, niega la posibilidad de entrar a los miembros de Aum que estuvieran vinculados a los mismos y crea un fondo de compensación para las víctimas. A pesar de todo mantienen algunos de los textos de Asahara como referencias doctrinales. Aunque han eliminado el derecho que reconocían a acabar con la vida de otras personas siguen siendo acusados de ser una secta destructiva dentro de Japón.
La doctrina de Aleph es una mezcla de varias tradiciones, cuya deidad reverenciada es Shivá (deidad que simboliza el poder de destrucción en la tradición Hindú). De hecho, el Señor Shiva de Aleph (también conocido como Samantabhadra, Kuntu-Zangpo o Adi-Buddha) deriva de la tradición Vajrayāna tibetana y no tiene conexión con el Shiva hindú.
El grupo está desde el año 2000 bajo vigilancia. Esto permite a las autoridades durante tres años prorrogables capturar sus comunicaciones y registrar sus instalaciones, entre otras cosas, sin permiso judicial previo. Sigue siendo considerada una amenaza para la sociedad.

## División
El 8 de marzo de 2007, Fumihiro Joyu, ex portavoz de Aum Shinrikyo, anunció que abandonó Aleph junto con sus seguidores y planea establecer una nueva organización.
El grupo de Joyu, llamado Hikari no Wa ("El Círculo de la Luz"), afirma estar comprometido con unir la ciencia y la religión y la creación de "la nueva ciencia de la mente humana", Intentando alejar al grupo de su historia criminal y dirigirlo hacia sus raíces espirituales.

## Sospechosos arrestados
El 31 de diciembre de 2011, Makoto Hirata, sobre el que recae la acusación de ser uno de los perpetradores del atentado en el metro de Tokio el 20 de marzo de 1995, se entregó en la comisaría del distrito de Marunochi. Aseguró que se entregó porque estaba cansado de huir y portaba una mochila con decenas de miles de yenes, según detalló la agencia local de noticias Kyodo.
El 3 de junio de 2012 la sospechosa Naoko Kikuchi es detenida en la prefectura de Kanagawa gracias a la colaboración ciudadana.
Por su parte, el 15 de junio del mismo año, fue detenido el último fugitivo del atentado, Katsuya Takahashi, en un cibercafé situado en el barrio de Ota, al sur de Tokio. El dependiente del establecimiento le había reconocido y no dudó en avisar a la policía.
Dicha secta aun tiene muchos seguidores activos, incluyendo gente culta y preparada en la población, y las autoridades extremaron precauciones de seguridad ante posibles ataques en represalia por el ahorcamiento del líder, sentencia ejecutada el 6 de julio de 2018.